# Rolls-Royce Motor Cars
A Rolls-Royce Motor Cars luxusautó-gyártó cég, amely nagy hírű brit Rolls-Royce Limited  örököse, melyet eredetileg brit  luxusautó, majd  repülőgép-hajtóműveket  gyártó vállalkozásként 1904-ben alapítottak Manchesterben,  Henry Royce, Charles Rolls és Claude Johnson  kezdeményezésére. A vállalat 1998-tól a BMW leányvállalata lett, amely azóta is a Rolls-Royce gépkocsikat gyártja.

## Története 1998-tól
1998-ban az addigi tulajdonos, a Vickers úgy döntött, hogy eladja a Rolls-Royce-ot. A legvalószínűbb vásárló a BMW volt, mely már addig is szállított motorokat és alkatrészeket a Rolls-Royce és a Bentley autókhoz, 340 millió fonttal felülmúlta a Volkswagen 430 milliós ajánlatát. Ezt követően a Rolls Royce Motor Cars 2003-ban piacra dobta első autóját, a Rolls Royce Phantom-ot, melyet egy 6,75 literes V12-es motorral szerelnek.

## Modelljei
- Phantom VIII
  - Phantom VIII Extended Wheelbase
  - Phantom VIII Black Badge
- Ghost Series II
  - Ghost Series II Extended Wheelbase
  - Ghost Series II Black Badge
- Wraith
  - Wraith Black Badge
- Dawn
  - Dawn Black Badge
- Cullinan